# سمكة المهرج صفراء الذيل
سمكة المهرج صفراء الذيل (الإسم العلمي:Amphiprion clarkii)، هو نوع من الأسماك يتبع جنس سمكة المهرج من فصيلة البوماسنتريدي.